# 多伝囲い
- 将棋 > 囲い > 多伝囲い
- 将棋 > 将棋の戦法 > 多伝囲い
- 将棋 > 駒落ち > 多伝囲い

| 9  | 8  | 7  | 6  | 5 | 4  | 3  | 2  | 1  |    |
| 香 |    |    |    |   |    |    |    |    | 一 |
|    |    | 王 | 金 |   |    |    |    |    | 二 |
|    |    | 桂 | 金 |   |    |    |    |    | 三 |
| 歩 | 歩 | 歩 | 銀 |   |    |    |    |    | 四 |
|    |    |    | 歩 |   | 歩 |    |    |    | 五 |
|    |    |    |    |   | 銀 | 歩 | 歩 | 歩 | 六 |
|    |    |    |    |   | 銀 | 桂 |    |    | 七 |
|    |    |    |    |   | 金 | 玉 |    |    | 八 |
|    |    |    |    |   |    |    |    | 香 | 九 |

| 9  | 8  | 7  | 6  | 5  | 4  | 3  | 2  | 1  |    |
|    |    |    |    |    |    |    |    |    | 一 |
|    |    |    |    |    |    |    |    |    | 二 |
|    |    |    |    |    |    |    |    |    | 三 |
|    |    |    |    |    |    |    |    |    | 四 |
|    |    |    |    |    | 歩 |    |    |    | 五 |
| 歩 |    | 歩 |    | 歩 | 銀 | 歩 | 歩 | 歩 | 六 |
|    | 歩 |    | 歩 |    | 銀 | 桂 |    |    | 七 |
|    | 角 | 金 |    | 飛 | 金 | 玉 |    |    | 八 |
| 香 | 桂 |    |    |    |    |    |    | 香 | 九 |

多伝囲いは将棋の囲い・戦法の一つで、主に二枚落ち・四枚落ちで現れる囲いである。類似戦法に振り飛車の早囲いから5六銀・5七銀の変則振り飛車がある。また平手居飛車の金多伝囲いに5筋位取り持久戦型がある。

## 概要
多伝囲いには、金多伝（図1後手）と銀多伝（図1先手）の二つの囲い方がある。守備力では、横からの攻めに強い金多伝が優秀であるが、二枚落ち下手限定の戦法としての知名度の高さから、銀多伝のほうが有名である。
両者共通のメリットは『四筋の位を取っている』ことで、この位を活かせるか如何かがこの囲いの最大の骨子と言える。そのため、位のメリットを活かしやすい中飛車と相性が良い。逆に両者共通のデメリットは『位を取る手間の分、完成するのに時間がかかる』ことと『中央が厚い分端が薄く、端攻めに弱い』ことで、端攻め対策として飛車を下段に引く場合もある。

### 銀多伝戦法
銀多伝戦法（図2）とは、二歩突き切り定跡と共に知られる二枚落ち下手限定の戦法の一つで、二歩突き切り定跡とは違い下段飛車を活用することが特長。攻める棋風ではない人が指すというのが、定跡書やプロ棋士の指導対局での指摘でアドバイスされてきたことである。位を取った後は下段に飛車を引き、変化によっては角を切って上手陣の左辺を崩す指し方がプロ相手に出来るようなら3，4段の実力があるといえる。二枚落ちの戦法ではあるが、トッププロでも入会前に修業としてやる場合がある。
つのだじろうによる初の本格将棋漫画『5五の龍』では、銀多伝が登場した際
- 古くは江戸時代から伝わる
- その後も研究改良され、もっとも優れた二枚落ち定跡の一つ
- 上手側が変化しにくく、まぎれが少ないため、丸暗記も出来るのが特徴（このエピソードに限らず、駒落ち定跡を指すほとんどのシーンで、下手側有利に持ち込むまでの定跡が掲載されている）
- 普通のアマチュアは（連載初出当時）あまり知らない戦法

などと書かれている。
湯川博士の著書『定跡なんかフッとばせ 駒落ち必勝法』では、二枚落ちの下手側視点で「最も有力で下手側が勝ちやすい戦法」として紹介されている。また、先崎学の著書『最強の駒落ち』でも、「強くなりたいなら二歩突っ切り、勝ちたいなら銀多伝」として紹介されている。